# 위상배열

위상배열(phased array)은 배열 안테나로서 안테나마다 위상을 다르게 제어한 뒤 간섭을 이용하여 조향각을 조절하는 안테나이다. 통신용에서는 위상배열을 이용한 안테나를 사용하기도 하며, 위상배열을 이용한 레이다를 위상배열 레이다 라고 한다.

## 주요 위상배열 레이다
- AESA

## 같이 보기
- 하위헌스 원리
- MU-MIMO
- 재구성 가능 안테나
- 스마트 안테나
- 합성개구레이더